# Holunderzünsler
Der Holunderzünsler (Anania coronata, Syn.: Phlyctaenia coronata) ist ein (Klein-) Schmetterling aus der Familie der Crambidae.

## Merkmale
Die Falter erreichen eine Flügelspannweite von etwa 26 Millimetern (bzw. eine Vorderflügellänge von 11 bis 12 mm). Die Grundfarbe der Flügel ist gelbbraun mit einer dunkleren, stark geschwungenen Querlinie. Diese ist sehr breit hellgelb gesäumt, der helle Saum ist meist stark gezackt. An diese gezackte Linie schließt sich nach außen meist eine weitere dunklere gezackte Linie an. Die Saumlinie ist wiederum dunkler, aber oft unterbrochen. An die Saumlinie schließt sich nach innen zunächst ein hellerer Saum, dann eine Reihe meist dunklerer Keilflecke an, die aber auch fast fehlen können. Die Keilflecke sind nach innen oft hell gesäumt. Bei manchen Exemplaren ist anstatt der Keilflecke ein hellgelber Bereich ausgebildet, der am Apex fleckenartig vergrößert sein kann. Sehr markant ist der hellbraune, große, rundlich Fleck im Sinus der äußeren Querlinie. In der Flügelmitte befindet sich ein großer, häufig rechteckiger bis gerundeter gelber Fleck, der bei relativ hell Exemplaren auch dunkel gerandet sein kann. An diesen Fleck schließt sich zum Innenrand hin ein weiterer Fleck an. Bei manchen Exemplaren ist die Basallinie dunkel angedeutet und gelegentlich hell gesäumt. Die Zeichnung der Hinterflügel ist ähnlich, jedoch sind hier de Flecke am Innenrand meist größer, sodass die hellen Bereichen größer sind. Die Fransen von Vorder- und Hinterflügeln sind heller als die Grundfarbe und heben sich vor allem durch die dunklere Saumlinie deutlich ab.
Die relativ schlanken Raupen sind weißlichgrün gefärbt und besitzen eine breite grüne Rückenlinie. Kurz vor der Überwinterung kann sie auch rötlich gefärbt sein. Der Kopf ist hellgelb und verhältnismäßig klein.
Die Puppe ist 9,0 bis 10,1 mm lang und hell rotbraun gefärbt, der Kremaster etwas dunkler. Die Oberfläche ist mäßig glänzend mit einer feinen, papillosen Struktur, stellenweise auch gerunzelt. Der Kremaster ist mittellang, verjüngt sich zum abgerundeten Ende und ist dorsoventral etwas abgeflacht. Die zahlreiche Borsten sind fein und hakenartig gekrümmt.

### Ähnliche Arten
Der Holunderzünsler hat eine große Ähnlichkeit zu Anania stachyalis, die Unterscheidung kann im Einzelfall schwierig sein. Rudolf Bryner gibt folgende Unterschiede an: Anania coronata hat im Mittelfeld des Vorderflügels insgesamt drei Flecken, bei Anania stachyalis sind es nur zwei Flecken. Der Fleck in der Bucht der äußeren Querlinie meist deutlich größer und deutlicher gezeichnet; auch der mehr zum Kostalrand liegende Fleck ist deutlich größer. Die helle Randlinie auf den Hinterflügeln ist bei A. coronata eher durchgehend, bei A. stachyalis in Punkte aufgelöst.

## Geographische Verbreitung und Lebensraum
Die Art ist in fast ganz Europa verbreitet. Im Norden reicht das Verbreitungsgebiet bis nach Finnland, im Süden bis Sizilien. Im Osten zieht es sich bis nach Ostasien (Russischer Ferner Osten). Die Art wurde nach Nordamerika verschleppt und ist dort inzwischen sehr weit verbreitet.
Die Art bevorzugt frische und eher feuchte Standorte mit Buschwerk, wie z. B. Waldränder, Auen und Täler.

## Lebensweise
Der Holunderzünsler bildet in Mitteleuropa zwei sich überlappende Generationen, deren Falter von Mai bis August fliegen. Im Vereinigten Königreich tritt nur eine Generation in Erscheinung, deren Falter von Juni bis Juli fliegen. Die Falter sind dämmerungs- und nachtaktiv, und werden oft am Licht beobachtet. Tagsüber ruhen die Falter in der Vegetation, können aber leicht aufgescheucht werden. Die Raupen können im Juni (erste Generation) und im Herbst (zweite Generation) angetroffen werden. Sie fressen an den jungen Blättern des Schwarzen Holunder (Sambucus nigra). Als weitere Nahrungspflanzen werden Roter Holunder (Sambucus racemosa), Zwerg-Holunder (Sambucus ebulus), Flieder (Syringa), Echte Zaunwinde (Convolvulus sepium), Eschen (Fraxinus), Liguster (Ligustrum), Schneeball (Viburnum) und Sonnenblumen (Helianthus) genannt. Die Raupen legen an der Blattunterseite ihrer Nahrungspflanzen ein feines Gespinst an, das nachts zur Nahrungsaufnahme verlassen wird. Die Raupen der Herbstgeneration überwintern in einem Gespinst als Präpupa und verpuppen sich im Frühling.

## Systematik und Taxonomie
Das Taxon wurde 1767 von Johann Siegfried Hufnagel als Phalaena coronata erstmals wissenschaftlich beschrieben. Der Holotyp stammte aus der Umgebung von Berlin und gilt als verloren. Die Art ist in der Literatur auch unter den Kombinationen Eurrhypara coronata, Algedonia coronata und Phlyctaenia coronata zu finden. Diese Gattungen werden heute, neben zahlreichen anderen Gattungen in die Synonymie der Gattung Anania Hübner, 1823 gestellt.

## Schadwirkung
In den nordöstlichen Bundesstaaten der USA trat die Art durch den Laubfraß der Raupen an Holunder bereits als Schädling auf.

## Belege